# Bourg-de-Visa
Bourg-de-Visa – miejscowość i gmina we Francji, w regionie Oksytania, w departamencie Tarn i Garonna.
Według danych na rok 1990 gminę zamieszkiwały 424 osoby, a gęstość zaludnienia wynosiła 29 osób/km² (wśród 3020 gmin regionu Midi-Pireneje Bourg-de-Visa plasuje się na 653. miejscu pod względem liczby ludności, natomiast pod względem powierzchni na miejscu 788.).